# 長崎電気軌道
長崎電気軌道株式会社（ながさきでんききどう）は、長崎市内で路面電車路線を営業する軌道事業者である。
通称は長崎電軌、長崎電鉄、長崎市電など。地元住民の間では電車という名称もよく使われている（JRを「JR」「列車」「汽車」などと呼び区別している）。
1914年（大正3年）8月2日設立。1915年（大正4年）11月16日、病院下（現在の大学病院） - 築町（現在の新地中華街）間の電気軌道（路面電車）を開業し、現在、5路線4系統を営業する。戦後の一時期はバス事業も行っていたが、経営不振などから1971年（昭和46年）に長崎自動車（長崎バス）に事業を譲渡し、撤退している。

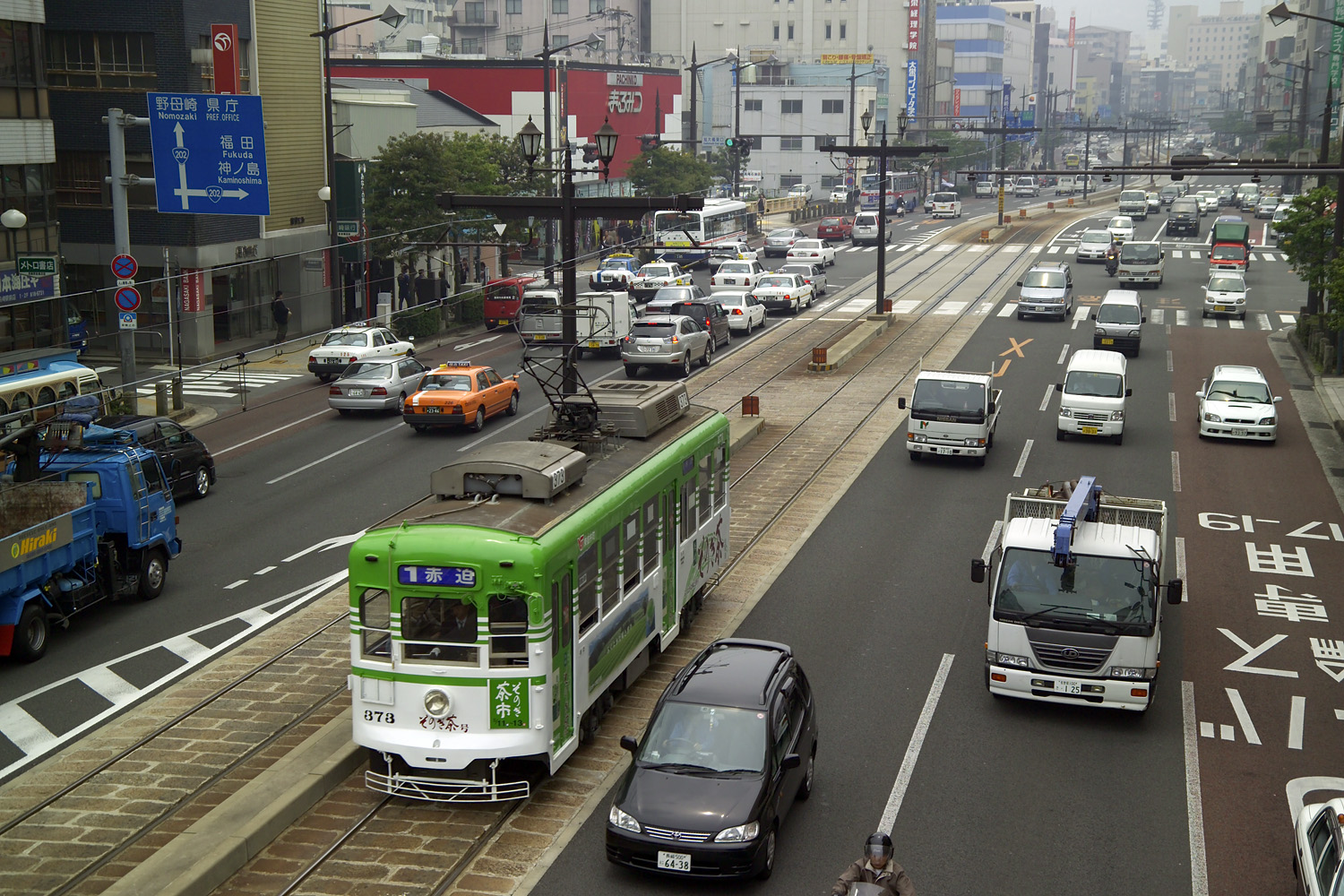
国道上を走る路面電車

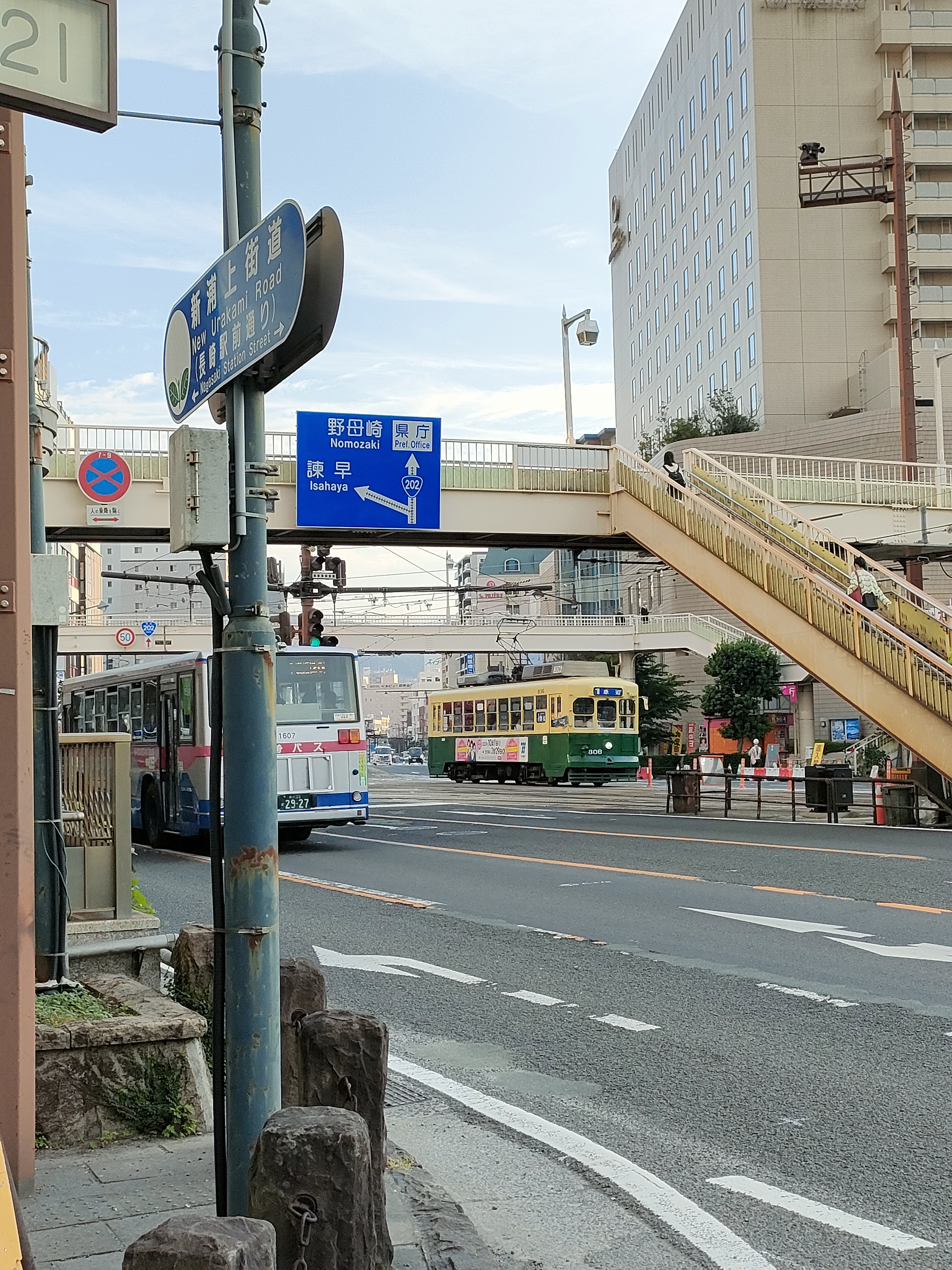
長崎駅前停留所付近を走る路面電車（2023年）

## 歴史

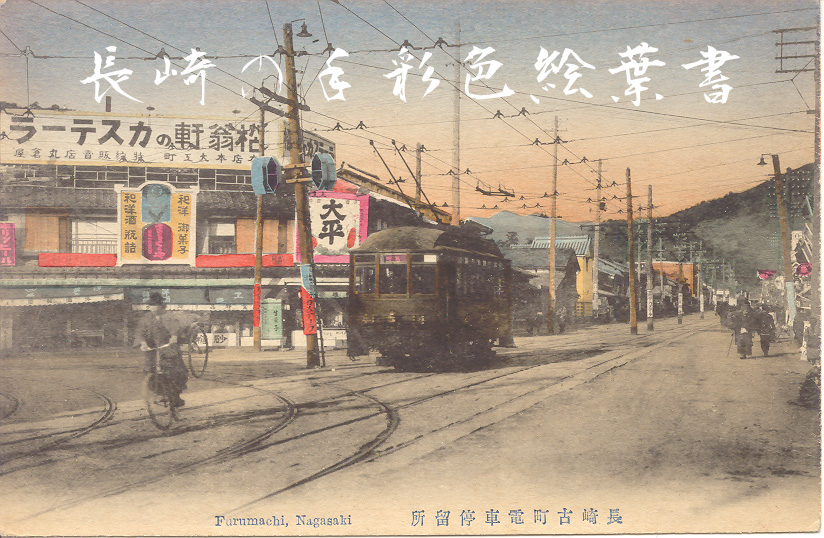
長崎古町電車停留場、手彩色絵葉書

### 大正
- 1914年（大正3年）
  - 8月2日：創立総会を長崎商業会議所で開催[6][4]（資本金50万円）。
  - 8月10日：会社設立の登記完了。長崎電気軌道株式会社発足[7]。
- 1915年（大正4年）
  - 5月:工事施工が認可され、着工[4]。
  - 11月16日：病院下（現在の長崎大学付属病院正門登り口付近） - 築町（現在の長久橋近くの長久ビル前付近）間開通、営業開始[4]。運賃は区間制で、一区片道2銭（運賃1銭+通行税1銭=計2銭）[8]。
- 1916年（大正5年）
  - 2月1日：本社が江戸町から茂里町13番地に移転[4]。
  - 12月27日：千馬町（現在の新地中華街 - 出島間） - 大浦町仮終点（出雲町終点の約120m手前）間開通[4][注 1]。
- 1917年（大正6年）6月4日：大浦町仮終点 - 出雲町（石橋）間開通[4]。
- 1919年（大正8年）12月25日：長崎駅前 - 桜町（現在の桜橋付近）間開通[4]。電車の開通で人力車の廃業続出。
- 1920年（大正9年）
  - 7月9日
    - 桜町 - 馬町（現在の諏訪神社）間開通[9]。
    - 病院下 - 下の川（現在の長崎西洋館付近）間開通[9]。

  - 12月25日：古町（現在の市民会館 - 諏訪神社間） - 築町間開通[9]。
- 1921年（大正10年）
  - 4月30日：西浜町 - 思案橋間開通[9]。
  - 5月23日：茂里町車庫火災により全焼。車両20両焼失[9]。被害総額28万734円[10]。
  - 6月28日：電車運賃の区間制を廃止し、全線均一料金に改定（片道5銭+通行税1銭=計6銭）[8]。学生定期導入[8]。
  - 6月：思案橋終点に洋風3階建てのビルを建設（1階乗客乗合所、2・3階簡易食堂[11]）[9]。
- 1922年（大正11年）3月24日：馬町車庫が完成[9]。
- 1923年（大正12年）10月27日 - 長崎港内連絡船の新設を計画[9]。
  - この時すでに、長崎交通船株式会社が大波止 - 水ノ浦間、元船町 - 志賀間に連絡船を運航していたが、長崎電鉄の進出に脅威を感じ、同年4月1日に長崎市に営業権を譲渡し、市営交通船として運行を開始した[12]。
- 1925年（大正14年）
  - 2月12日：港内連絡船開業に備え、三菱長崎造船所で建造していた「電鉄丸」6隻進水[9]。
  - 7月11日：出島 - 旭町・水の浦間で連絡船の営業を開始[9]。船車連絡運賃制[注 2]で市営交通船と対抗。
  - 11月28日：出島 - 戸町間で連絡船の営業を開始[9]。

### 昭和（戦前）
- 1927年（昭和2年）
  - 10月12日：路面電車運賃値上げ反対で市民大会が開催される[13]。
  - 11月1日：運賃改定[8][9]。電鉄側が、学生定期代の据え置きや早朝割引（午前5時 - 7時）の実施等で一部譲歩し、電車運賃を6銭に値上げ（+1銭）[8]。
- 1930年（昭和5年）
  - 8月31日：鎮西汽船[注 3]の大波止 - 古河町、古河町 - 立神間の運航権と設備を5万円で買収[14][9]。
  - 9月20日：鎮西汽船の航路を継承し、運航を開始（三菱長崎造船所従業員の送迎）[9]。
- 1933年（昭和8年）12月25日：下の川 - 大橋間開通[15]。
  - 長崎市立商業学校（現在の長崎市立長崎商業高等学校）がこの時、油木地区（現在の長崎県立総合体育館付近）に移転したことから、油木方面への通学上の便利を図ることが開通の目的の一つであった[16]。
- 1934年（昭和9年）開業当日の蛍茶屋停留場
1934年（昭和9年）12月20日

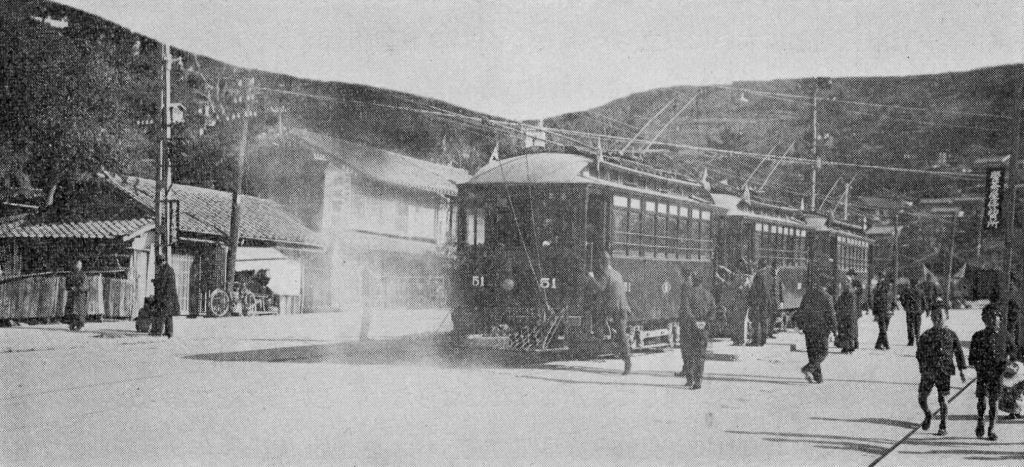
開業当日の蛍茶屋停留場
1934年（昭和9年）12月20日

  - 8月27日：本社を出来大工町43番地に移転[15]。
  - 10月25日：大橋車庫が完成[15]。
  - 12月20日：諏訪神社前 - 蛍茶屋間開通[15]。
- 1937年（昭和12年）5月24日：茂里町車庫が廃止[15]。
- 1940年（昭和15年）
  - 5月9日：終点大橋より東北郷字古河（現在の昭和町）への路線延長を出願[15]。
    - 当時建設予定だった三菱兵器大橋工場（現在の長崎大学敷地）への通勤輸送を目論んで計画されたが、戦時下で資材が足りないことから許可されず、結局、1943年（昭和18年）11月に申請を取り下げている[17]。

  - 5月31日：蛍茶屋営業所が完成[15]。
- 1943年（昭和18年）
  - 1月：軍需工場の出勤時刻に、工員最優先の輸送を開始。この間は停車する停留場を少なくし、急行運転とする。
  - 12月18日：連絡船（電鉄丸）と設備一切を、長崎市へ73万円で譲渡[17][15]。
- 1944年（昭和19年）
  - 1月19日：戦争による人手不足のため、学徒運転士（学徒報国隊・女子挺身隊）が登場[18]。
  - 8月1日：運賃改定[18][8]。従業員の待遇改善のために、運賃を10銭に値上げ（+4銭）[8]。工員定期の導入と早朝割引廃止[8]。
  - 9月10日：初の女子運転士が登場[18]。人手不足はより深刻に。
  - 10月10日：大橋車庫が火災により全焼。車両8両焼失[18]。
- 1945年（昭和20年）8月9日：原爆投下により、全線不通、車両16両焼失、職員120人死亡[18]。

### 昭和（戦後）
- 1945年（昭和20年）
  - 11月25日：長崎駅前 - 西浜町 - 蛍茶屋間が復旧、運転再開[18]。
  - 12月11日：千馬町 - 石橋間が復旧、運転再開[18]。
- 1946年（昭和21年）
  - 1月11日：長崎駅前 - 小川町 - 古町間が復旧、運転再開[18]。
  - 2月1日：長崎駅前 - 浦上駅前間が復旧、運転再開[18]。
  - 3月1日：戦後の物価上昇に伴い、運賃を20銭に値上げ（+10銭）[18][8]。
  - 8月23日：運賃を30銭に値上げ（+10銭）[18][8]。工員定期廃止[8]。
- 1947年（昭和22年）
  - 2月16日：運賃改定[18][8]。40銭に値上げ（+10銭）[8]。
  - 5月16日：原爆で壊滅的被害を受けた浦上駅前 - 大橋間が復旧[18]、病院下に迂回していた旧線を廃し、現在の浦上駅前 - 浜口町を結ぶ直線ルートの新線に。
  - 7月7日：運賃改定[18][8]。1円に値上げ（+60銭）[8]。
- 1948年（昭和23年）
  - 1月1日：運賃改定[18][8]。1円50銭に値上げ（+50銭）[8]。
  - 5月18日：運賃改定[18][8]。2円50銭に値上げ（+1円）。
- 1949年（昭和24年）5月18日:運賃改定[18]。5円に値上げ（+2円50銭）[8]。
- 1950年（昭和25年）
  - 2月10日：初のボギー電車が運行を開始（202形210号）[19]。
  - 5月12日：運賃改定[19][8]。6円に値上げ（+1円）[8]。
  - 9月16日：浦上方面の人口増加に伴い、大橋 - 住吉間開通[19]。
- 1951年（昭和26年）9月1日：運賃改定[19][8]。8円に値上げ（+2円）[8]。
- 1952年（昭和27年）6月16日：運賃改定[19][8]。10円に値上げ（+2円）[8]。
- 1953年（昭和28年）
  - 4月1日：蛍茶屋 - 西浜町 - 住吉間のバス路線を開設し乗合バス事業に参入[19]。距離8.366km、車両7台[20]。
  - 7月1日：戦災により運休後、軌道敷を闇市に占拠されていた西浜町 - 思案橋間が復旧、運転再開[19]。
  - 8月1日：西町車庫（後の浦上車庫）が完成[21]。
  - 9月1日:運賃改定[19][8]。13円に値上げ（+3円）[8]。
- 1955年（昭和30年）3月1日：貸切バス事業に参入[19]。
- 1960年（昭和35年）5月8日：住吉 - 赤迫間開通[22]。
- 1961年（昭和36年）11月1日：運賃改定[22][8]。15円に値上げ（+2円）[8]。子供運賃を設定（10円）[8]。
- 1962年（昭和37年）7月8日：363号車が無人暴走し、新大工町で365号車と衝突[22]。12人が死傷[23]。車両は大破し、日本車輌に回送修理後復帰した[23]。
- 1964年（昭和39年）9月4日：371号が日本最初の車体全面広告車（カラー電車）として運行を開始[24]。スポンサーはカネボウ化粧品[24]。
- 1965年（昭和40年）6月1日：運賃改定[22][8]。20円に値上げ（+5円）[8]。子供は据え置き[8]。
- 1967年（昭和42年）9月21日：蛍茶屋支線の蛍茶屋 - 諏訪神社前間に限り、普通自動車の軌道敷内通行が認められる [25]。
- 1968年（昭和43年）
  - 6月17日：思案橋 - 正覚寺下（現:崇福寺）間開通。
  - 3月10日：電車にガイドコーダー（車内案内用録音テープ）を設置（ワンマン化の準備）。
  - 12月1日：市内電車ワンマン化運行開始。（当初5両）一部バス路線でもワンマン化運行を開始。
- 1969年（昭和44年）5月1日：運賃改定[8]。25円に値上げ（+5円）[8]。子供15円（+5円）に値上げ[8]。
- 1971年（昭和46年）3月1日：バス事業を長崎自動車に譲渡。
- 1973年（昭和48年）4月9日：運賃改定[8]。大人30円（+5円）に値上げ[8]。子供20円（+5円）に値上げ[8]。
- 1974年（昭和49年）10月17日：運賃改定[26]。大人40円（+10円）に値上げ[26]。子供は据え置き[26]。
- 1975年（昭和50年）4月17日：運賃改定[26]。大人50円（+10円）に値上げ[26]。子供30円（+10円）に値上げ[26]。
- 1977年（昭和52年）
  - 1月21日：運賃改定。大人60円に値上げ（+10円）。子供は据え置き[26]。
  - 8月4日：一日乗車券の販売を開始[26]。
- 1978年（昭和53年）8月16日：電車全車両ワンマン化完了。
- 1979年（昭和54年）6月1日：運賃改定[26]。大人70円に値上げ（+10円）[26]、子供40円に値上げ（+10円）[26]。
- 1980年（昭和55年）8月：軽快電車2000形を導入。
- 1981年（昭和56年）9月1日：運賃改定。大人80円に値上げ（+10円）、子供はそのまま40円。
- 1982年（昭和57年）7月23日：長崎大水害により、同日夜から同年7月25日までの間全線運休[27]。
- 1983年（昭和58年）8月4日：運賃改定。大人90円に値上げ（+10円）[26]、子供50円に値上げ（+10円）[26]。
- 1984年（昭和59年）6月1日：運賃改定。大人100円に値上げ（+10円）[26]、子供は据え置き[26]。
- 1987年（昭和62年）4月6日：電鉄原爆殉職者の碑除幕式を挙行[28]。長崎電気軌道OBが松山町の爆心地公園（平和公園交番そば）に碑を建立。

### 平成
- 1989年（平成元年）3月29日：道路拡幅に伴う蛍茶屋支線伊勢町（諏訪神社前）- 新中川町の軌道移設、およびセンターポール化工事完了[29]。当該区間を含む全線で普通自動車の軌道敷内通行が禁止となる[25][30][29]。
- 1990年（平成2年）
  - 6月17日：入江町停留場廃止[29]。
  - 11月30日：レストラン、カルチャーセンター等を備えた長崎西洋館が川口町にオープン[27]。建物の地下1階・1階部分を軌道が貫く珍しい構造で[31][32][33]、運営は子会社のナガデンクリエイトによる[33]。
- 1992年（平成4年）6月22日：ビール電車運行を開始（夏季のみ）[34][33]。
- 1998年（平成10年）5月7日：昭和町通停留場を一時休止し、千歳町停留場を設置。昭和町通停留場は7月1日に赤迫方面のみ再開[33]。
- 1999年（平成11年）8月31日：赤迫 - 石橋線（7号系統）廃止[35]。
- 2004年（平成16年）：長崎電気軌道初の超低床電車3000形営業運転開始[36][37]。専用ダイヤを設ける[38]。
- 2007年（平成19年）
  - 5月19日：公会堂前交差点で3号系統赤迫行き電車が脱線事故。
  - 5月24日：19日と同じ場所で同系統赤迫行き電車が再び脱線。後日原因究明のために3号系統赤迫行きを運休[39]。代替として2号系統赤迫行きを運行。
  - 7月2日：九州運輸局から、2006年に起こした事故を報告していなかったとして、行政指導を受ける（後述）。
  - 7月19日：3号系統赤迫行きの運行再開[39]。これにより2系統の代替運行と臨時便の運行を終了。
- 2008年（平成20年）
  - 3月20日：一部の車両（16両）で長崎スマートカードが使用可能となる[40]。
  - 12月：ツーマン車2両を除く全車両で長崎スマートカードの対応完了[40]。
  - 12月31日：この日限りで90年以上続いた紙式回数券の発売を終了。
- 2009年（平成21年）
  - 1月1日：築町停留場での乗継券に代わる長崎スマートカードによる乗継無料対応開始。
  - 1月10日：定期券タイプの長崎スマートカードの発売開始[39]。
  - 10月1日：25年ぶりに運賃改定。大人120円に値上げ（+20円）、子供は60円に値上げ（+10円）[41]。同時に紙式回数券は不足額の20円（大人）が併せて必要になる。
- 2010年（平成22年）5月7日：本社にあった路面電車資料館を移転して長崎西洋館内に路面電車資料館を開館[42]。
- 2011年（平成23年）2月15日：超低床電車5000形営業運転開始[39]。
- 2012年（平成24年）11月：譲渡車等を除く68両にドライブレコーダーを設置[43]。
- 2013年（平成25年）4月1日：一日乗車券の購入も可能なスマートフォン向けアプリ、「長電アプリ」を開発[44][45]。
- 2015年（平成27年）
  - 10月11日：公会堂前交差点で3号系統赤迫行き電車が脱線事故[46]。
  - 10月14日：3号系統を除き通常運行再開。3号系統の代替として2号系統を運行。
- 2016年（平成28年）
  - 2月29日：前年10月より運休していた3号系統蛍茶屋行きの運行再開[46]。赤迫行きは2号系統で代替。4号系統は20分おきの運転に変更。西浜町停留場および公会堂前停留場で乗り継ぎ券を発行。
  - 3月7日：平日朝夕のみ、公会堂前発の3号系統赤迫行き臨時便の運転を開始。
  - 5月23日：3号系統赤迫行きも運行再開。通常ダイヤに戻る[47]。
  - 6月2日：公会堂前交差点で3号系統赤迫行き電車が脱線事故[48]。
  - 6月10日：前年10月の事故後と同様、3号系統蛍茶屋行きは運行再開、赤迫行きは2号系統で代替。4号系統は20分おきの運転に変更。西浜町停留場で2・5号系統と1号系統の乗り継ぎ券を発行[49][50]。
- 2017年（平成29年）
  - 10月22日：この日より公会堂前停留場改良工事のため3号系統蛍茶屋行を公会堂前まで短縮、2号系統は早朝2便、深夜1便を残して廃止、公会堂前発赤迫行3号系統の運行再開[51]。
  - 11月29日：3号系統の運行を全面再開[52]。
- 2018年（平成30年）8月1日：13の停留場名を改称[53]（詳細は後述）。
- 2019年（平成31年）4月1日：運賃改定。大人130円に値上げ（+10円）、子供は70円に値上げ（+10円）[54]

### 令和
- 2020年（令和2年）
  - 3月21日：長崎スマートカードの販売と積み増しを終了[55]。
  - 3月22日：ICカード「nagasaki nimoca」の利用を開始する[55][56]。
  - 4月21日：市民会館交差点で3号系統赤迫行き電車が脱線事故。これで脱線事故は5回目となる[57]。
  - 6月30日：長崎スマートカードの取り扱いを終了[55]。
  - 7月1日：市民会館停留場での乗換の取り扱いを開始。新地中華街停留場でも引き続き乗換可能[58]。
- 2021年（令和3年）
  - 3月31日：市民会館停留場・新地中華街停留場における現金での乗換の取り扱い（のりつぎ券の発行）を終了[59]。翌日以降はICカードでの乗換のみ有効となる[58][59]。
  - 10月1日：運賃改定[60][61]。大人140円に値上げ（+10円）、子供はそのまま70円[60][61]。
- 2022年（令和4年）
  - 3月24日：6000形運行開始[62]。ロングシートの単車型超低床式車両としては世界初。
  - 9月1日：西浜町停留場・長崎駅前停留所での乗換の取り扱いを開始[63]。4号系統の運行を朝・夕方のみの運行に減便[63]。
- 2024年（令和6年）
  - 6月10日：赤迫電停の手前で、先行電車と後続電車が衝突。負傷者なし[64]。
  - 10月1日：長崎スタジアムシティを運営するリージョナルクリエーション長崎と長崎電気軌道とのパートナーシップ締結による命名権で宝町停留所と銭座町停留所をそれぞれスタジアムシティサウス停留所、スタジアムシティノース停留所と命名[65]。
- 2025年（令和7年）4月1日：運賃改定。大人150円に値上げ（+10円）、子供は80円に値上げ（+10円）[66][67]。

## 経営体制
長崎市は狭隘な谷間に線状に市街地が形成され、面的広がりを持たない。これは公共交通機関を運営するにあたり集客面で有利な条件である。また、均一制運賃の採用、車両や線路の敷石などを他の企業から譲り受け、カラー電車、電車内の広告などの宣伝料により黒字経営を実現している。
長崎市北部や滑石方面への延伸計画があるが、勾配・道路幅の制約・建設費といった問題で進展していない。2008年12月には長崎駅付近の連続立体交差化事業により、高架駅となる長崎駅下へ路面電車を延伸する構想を出したが、2012年10月にこの構想は廃止されることになった。旭大橋の架け替えを条件に、浦上川対岸の稲佐・飽の浦方面へ延伸する構想も出している。
また、国や長崎県・長崎市による松が枝国際観光船埠頭の拡張整備に伴い、大浦海岸通から松が枝方面への延伸及び車庫の新設と単線区間になっている大浦海岸通 - 石橋間の複線化を行う計画が出されている。この計画の実現によって、赤迫 - 公会堂前 - 大浦海岸通 - 石橋（松が枝）のルートを走る路面電車の直通運行を検討している。
2007年7月2日、九州運輸局から2006年に起こした3件の追突・接触事故を報告しなかったとして、安全管理などの改善を求める行政指導を受けた。事故の中には、運転士が骨折する事故もあったが、会社は「軽微な事故と認識していた」という。

## 運賃
運賃は1984年（昭和59年）6月1日にそれまでの1乗車90円から100円（子供は50円）に改定して以降、25年にわたり値上げを行わなかった。1989年の消費税導入、1997年の同税率引き上げの際も、「10円の値上げは便乗値上げになる」として消費税は転嫁されず、100円のまま据え置かれた。2008年に今後のバリアフリー対応や運行情報管理システムなどの導入といった設備投資や安全対策で経費の増大が見込まれるため、2009年度以降運賃を値上げする方針であることが明らかにされ、2009年8月3日に上限運賃を1乗車120円（子供60円）に変更することを九州運輸局に認可申請し、同年8月31日に認可された。そして、同年10月1日より25年ぶりに運賃を値上げし、120円とした。120円に値上げされた後も2014年4月に消費税率の引き上げが実施されたが、消費税は転嫁されずに120円のまま据え置かれた。
その後、2018年12月25日には運賃を1乗車130円（子供70円）に再び値上げすることを九州運輸局に認可申請した。2019年2月26日付で認可され、同年2月27日付で運賃改定の届出を提出し、同年4月1日より130円への改定が実施された。
2021年6月23日に九州運輸局に運賃改定の申請をし、認可されたため同年10月1日から140円に値上げされた。2025年4月1日には150円に値上げされた。
2022年9月1日より、ICカードによる乗車で（乗り継ぎも含め）2電停以内の乗車となる場合、大人100円、小児50円の運賃で乗車できる「ICチョイ乗り割引」を開始した。西浜町停留場での乗り継ぎ/4系統による直行や、片方向にしかない昭和町通停留場など、一部区間では乗車する系統や方向によって電停数が異なるが、その場合でも2電停以内のみの割引適用となる。2025年4月1日の運賃改定でICチョイ乗り割引運賃も大人110円、小児60円に改定された。

### 乗り換え
直行便がない、あるいは直行便の運行時間が限られる4号系統の電停間を移動するのに際して、nagasaki nimocaなどの全国相互利用交通系ICカードによる乗車の場合に、2乗車目を無料とする乗り換え制度が設定されている。
- 新地中華街乗り換え…1号系統⇔5号系統（1号系統崇福寺方面⇔5号系統蛍茶屋方面を除く）
- 市役所乗り換え…5号系統石橋方面（・4号系統崇福寺方面）⇔3号系統赤迫方面（2020年7月1日開始）
- 西浜町乗り換え…1号系統崇福寺方面⇔5号系統蛍茶屋方面（2022年9月1日開始）
- 長崎駅前乗り換え…1号系統崇福寺方面⇔3号系統蛍茶屋方面（2022年9月1日開始）

なお、以下の場合は乗り換え運賃が適用されない。
- 現金利用の場合。
  - 2021年3月31日までは、現金利用でも紙製の乗換券が配布されていた[58][59]。
  - かつて導入されていた長崎スマートカードでは、2008年3月20日の導入開始から、全車対応後の同年12月31日までは乗換券での対応となっていた。nagasaki nimocaおよび全国共通利用の交通系ICカードは2020年3月22日の導入時点からIC乗り継ぎに対応している[58]。
- 1回目の降車から2回目の乗車までが30分を超えた場合[注 4]
- 複数回の乗り換えの場合[注 5]
- 1枚のICカードでの複数人利用・大人カードでの子供運賃の精算・残高不足での精算などを行った場合

### 乗車券
11枚綴り1000円の回数券を発行していたが、2008年3月20日より長崎スマートカードでも回数券利用が可能となり、2008年12月にツーマン車（150形・160形）を除いた全車両で使用可能となったため、回数券は2008年12月31日に発売を終了した。2009年9月30日まで使用可能で、それ以降は2009年12月31日まで払い戻しが行われていた。また、長崎スマートカード導入とともに運賃箱が自動両替機付きのものに更新され、薬袋のような両替袋と手動運賃箱もツーマン車を除いて姿を消した。ただし、イベント等で混雑する場合は、係員が手動運賃箱と長崎スマートカードのカードリーダーを持って停留場に立つ。2009年1月10日より長崎電気軌道でも定期券タイプの長崎スマートカードが発売されていた。
2020年3月22日に「nagasaki nimoca」が導入され、nimocaなどの全国相互利用交通系ICカードが利用可能となった。定期券もnimocaでの発売となった。

#### 一日乗車券
沿線に観光名所が多いことから、1977年（昭和52年）8月より一日乗車券を販売している（500円）。観光案内所や、提携先のホテル等で購入が可能であるが、車内では購入できない。さらに2013年4月からはスマートフォンを利用した「モバイル一日乗車券」の販売を、2018年2月からは購入時より24時間有効の「モバイル24時間乗車券」の販売を開始した。モバイル乗車券は、「RYDEPASS」（RYDE）、「乗換案内」（ジョルダン）、「STLOCAL」（ゼンリン）、「my route」（トヨタファイナンシャルサービス）の4つのアプリ上で提供されている。
九州旅客鉄道（JR九州）が発行している「旅名人の九州満喫きっぷ」は2008年4月18日より当社路線全線で利用可能となっていたが、2025年4月1日発売分より全線利用不可となった。

## 運行系統

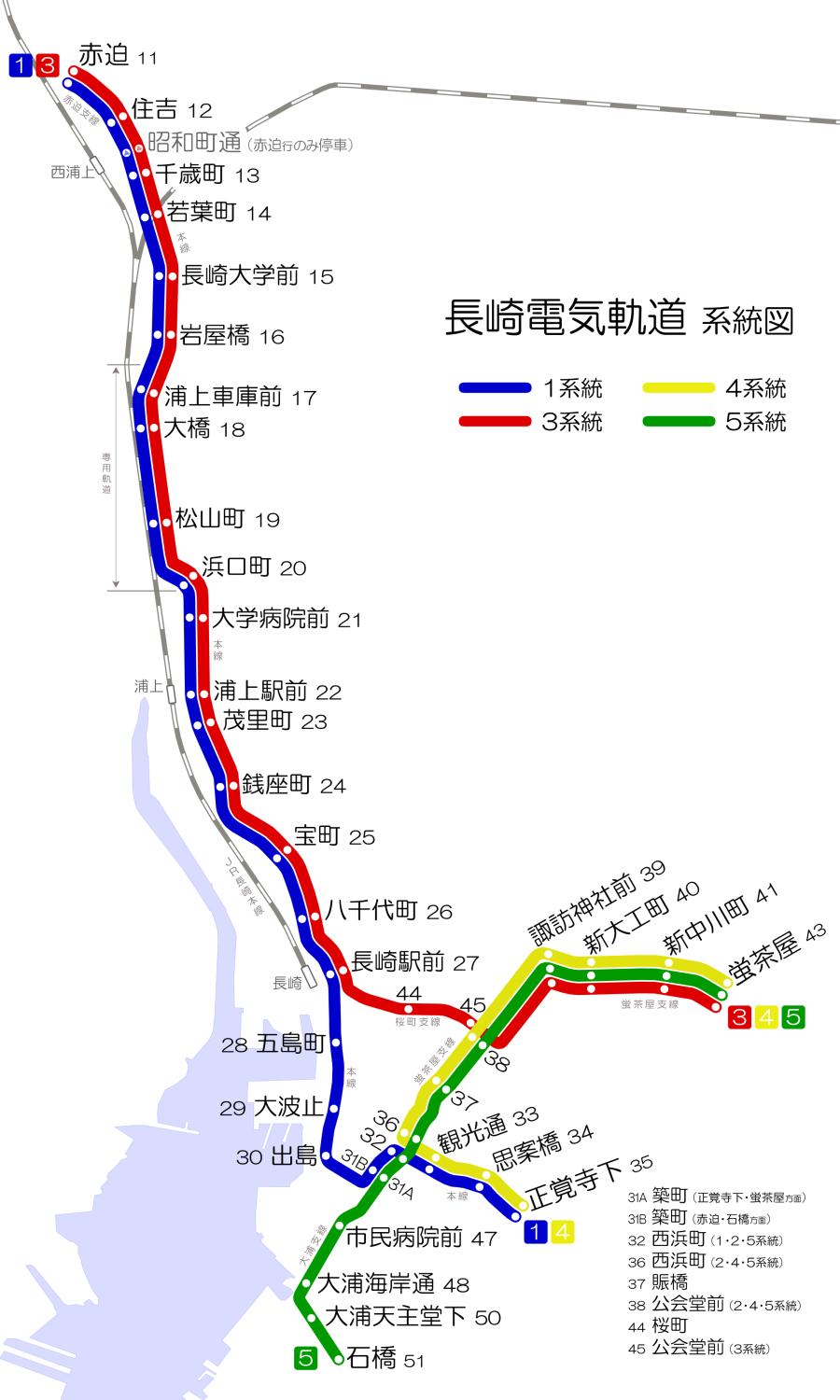
長崎電気軌道の系統図（停留場名は2018年8月の名称変更以前のもの）

2019年6月現在、長崎電気軌道は下記の5系統を運行している。停車場所は路面電車の乗降場なので「停留場」という名称となるが、路線図には「電停」という表記も見られる。
■1号系統（青）赤迫 - 住吉 - 浦上車庫 - 長崎駅前 - 新地中華街 - 西浜町 - 崇福寺（約5分間隔）
□2号系統（白）赤迫 - 住吉 - 浦上車庫 - 長崎駅前 - 新地中華街 - 西浜町 - 市役所 - 蛍茶屋
■3号系統（赤）赤迫 - 住吉 - 浦上車庫 - 長崎駅前 - 桜町 - 市役所 - 蛍茶屋（約6分間隔）
■4号系統（黄）蛍茶屋 - 市役所- 浜町アーケード - 崇福寺（朝夕のみ）
■5号系統（緑）蛍茶屋 - 市役所 - 浜町アーケード - 新地中華街 - 石橋（約9分間隔）
- 2号系統は深夜に赤迫発蛍茶屋行の1便が運行しているのみ[86]で、路線図などには表示されていない。2015年10月11日に公会堂前で脱線事故が発生した際に同年10月14日から2016年5月22日まで（深夜1往復以外にも）2号系統が運行されていた[88][89]。
- 以前は朝ラッシュの時間帯などに本数が少ないものの赤迫 - （大波止）- <築町折り返し> - 石橋（7号系統）も運行されていたが、1999年8月31日をもって廃止となっている[35]。
- このほか、出入庫系統として、浦上車庫 - 赤迫（通称Z系統）の運行や、イベント時や繁忙期などの臨時便として赤迫、浦上車庫 - 新地中華街（7系統）の運行もある[90]。
- 1990年8月3日から11月4日まで、長崎旅博覧会に合わせて、浦上車庫前 - 長崎駅前 - 公会堂前 - 西浜町 - 築町 - 大浦海岸通間に『「旅博」シャトル電車』が運行された[91][33]。大浦海岸通には大浦天主堂下方に折り返し運転のための渡り線が設置され、公会堂前の長崎駅前から賑橋への分岐が初めて定期的に使用された。
- 2000年10月16日から29日まで、長崎市の要請により環状線の試験運行が実施された[91]。長崎駅前 - 桜町 - 公会堂前 - 西浜町 - 築町 - 長崎駅前のルートで内環状と外環状が運行されたが、利用者がそれほど多くなく、定常化には至らなかった。
- おもに1・3号系統を西町営業所が、4・5号系統を蛍茶屋営業所が担当する[92]。
- 操車（運行指示）は、赤迫・浦上車庫・蛍茶屋の配車室で行う[93]。

## 路線

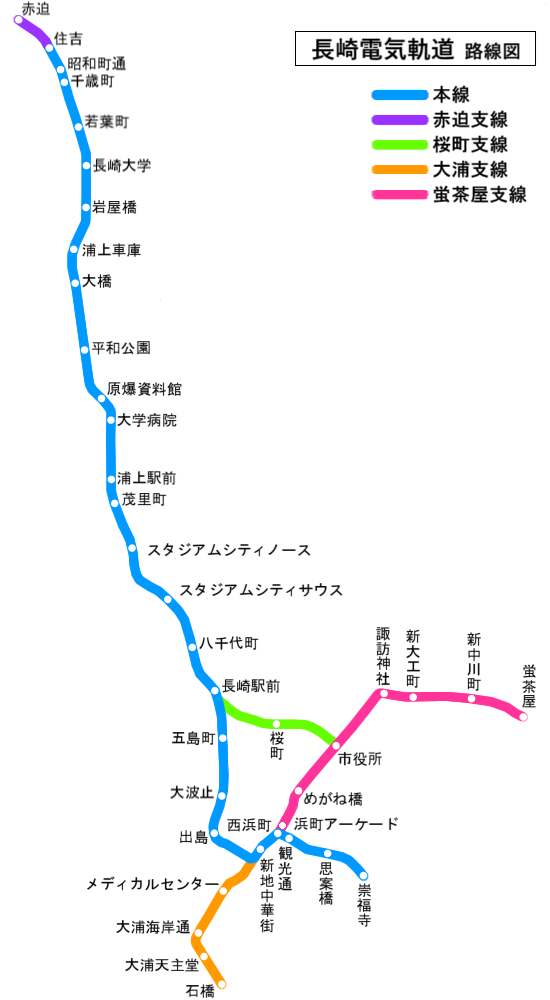
路線図（2024年10月時点）

長崎電気軌道は下記の5路線計11.5 kmを有している。全線軌間1435mm、直流電化 (600V)。
- 本線：住吉 - 崇福寺間 7.0 km
- 赤迫支線：赤迫 - 住吉間 0.3 km
- 桜町支線：長崎駅前 - 市役所間 0.9 km
- 大浦支線：新地中華街 - 石橋間 1.1 km
- 蛍茶屋支線：西浜町 - 蛍茶屋間 2.2 km

### 停留場番号
停留場の番号は、1984年5月30日に宝町（下り）と大波止（上り）に試験的に設置された停留場名表示板に初めて表示された。その後、9月から10月にかけて長崎駅前や築町には上り下りとも番号入りの表示板が設置されたほか、他の主要停留場にも下りまたは上りに設置され、その後、順次設置が進められた。これに伴い、一日乗車券も1984年8月から発売されたものには、路線案内図の各停留場名に番号が印刷されるようになった。なお、安全地帯の端部に設置されている行燈式の停留場標識には、1987年に番号を表示している。さらに2012年には、各停留場名表示板や行燈標識等の番号は、新たに運転系統別に色分けしたリングで囲んだものに変更されている。
赤迫停留場から順に11番から通しで昭和町通停留場を除く全停留場に振ってある。なお、停留場廃止により欠番が生じた場合でも番号は詰めない。詳しくは各系統の記事を参照。

### おもな廃止停留場
- 岡町…大橋 - 松山町間[97]
- 下の川橋…松山町 - 浜口町間[97]
- 浦上…浜口町 - 病院下間（旧線区間）[97]
- 病院下…浦上 - 坂本町間（旧線区間）[97]
- 坂本町…病院下 - 浦上駅前間（旧線区間）[97]
- 岩川町…大学病院前 - 浦上駅前間[97]
- 竹の久保通…現在の茂里町停留場付近（竹の久保通を改称して茂里町に）[97]
- 本社前…竹の久保通 - 井樋の口間（旧線区間）[97]
- 井樋の口…現在の銭座町停留場付近（井樋の口を改称して銭座町に）[97]
- 稲佐橋通…現在の宝町停留場付近[97]
- 寿橋…稲佐橋通 - 八千代町間（旧線区間）[97]
- 旧・八千代町…現在の八千代町停留場付近（旧線区間）[97]
- 千馬町…出島 - 築町間[98]
- 恵美須町…長崎駅前 - 豊後町間（旧線区間）[98]
- 豊後町…現在の桜町停留場付近（旧線区間）[98]
- 旧・桜町…現在の桜橋付近（旧線区間）[98]
- 古町…公会堂前 - 諏訪神社前間[98]
- 馬町…現在の諏訪神社前停留場付近[98]
- 桜馬場町…新大工町 - 新中川町間[98]
- 中川町…新中川町 - 蛍茶屋間[98]
- 酒屋町…賑橋 - 公会堂前間[98]
- 入江町…築町 - 市民病院前間 [98]（イオン長崎店前/長崎バス長崎新地ターミナル付近）
- 出師橋…千馬町 - 大浦海岸通間（旧線区間）[98]

### 2018年8月の停留場名変更
2018年8月1日に、以下の13停留場の名称が変更された。
1. 「○○前」「○○下」を施設名のみにして最寄り施設を明確にする。
  - 長崎大学前→長崎大学
  - 浦上車庫前→浦上車庫
  - 大学病院前→大学病院
  - 諏訪神社前→諏訪神社
  - 大浦天主堂下→大浦天主堂
2. 運行系統によって乗り場が離れている停留場の一部を改称し、それぞれ別停留場とする。
  - 西浜町（アーケード入口）→浜町アーケード
変更されるのは蛍茶屋よりの4・5号系統の停留場で、新地中華街寄りにある1・5号系統の停留場は西浜町のまま変更しない。
3. 現況と乖離した停留場名を現況に合わせて改称。
  - 市民病院前→メディカルセンター
  - 公会堂前→市民会館
新市庁舎完成により2023年1月4日 市役所 へ再度変更。
4. 沿線の観光施設などを停留場名にして利便性向上を図る。
  - 松山町→平和公園
  - 浜口町→原爆資料館
  - 築町→新地中華街
  - 正覚寺下→崇福寺
  - 賑橋→めがね橋

## 事業所等
- 本社 - 長崎市大橋町4-5[99]
  - 西町営業所を併設[99]。
- 浦上車庫 - 長崎市大橋町4-11[99]
  - 遠方制御室などを併設[99]。
- 蛍茶屋営業所 - 長崎市中川2丁目14-26[99]
  - 自社ビル（NEビル）内に所在、他に賃貸住宅やテナントも入居[99]。
- 赤迫配車室 - 長崎市中園町21-21[99]
- 西浜町臨時発売所 - 西浜町（1・5号系統）停留場付近の歩道上
- 西町変電所 - 長崎市大橋町4-11[99]
- 松山町変電所 - 長崎市松山町4[99]
- 御船蔵変電所 - 長崎市御船蔵町3-3[99]
- 賑町変電所 - 長崎市賑町7-6[100]

このほか長崎県、静岡県内に月極有料駐車場、貸しビルなどを所有する。

## 車両

### 現有車両
2020年4月1日時点で超低床車6両、花電車1両を含む72両が在籍している。括弧内の数字は在籍車両の車番を示す。
- 87形（2代目・202形204改造の電動貨車）：1両（87）[103]
- 160形（元西鉄福岡市内線100形）：1両（168）[103]
- 201形 ：4両（201・203・207・209）[103]
- 202形 ：3両（202・208・210）[103]
- 211形 ：6両（211 - 216）[103]
- 300形 ：10両（301 - 310）[103]
- 360形 ：7両（361 - 367）[103]
- 370形 ：6両（371 - 374・376・377）[103]
- 500形 ：5両（502 - 506）[103]
- 600形（元熊本市電170形）：1両（601）[103]
- 1200形：1両（1201）[103]
- 1200A形：4両（1202 - 1205）[103]
- 1300形：5両（1301 - 1305）[103]
- 1500形：6両（1501 - 1506）[103]
- 1500A形：1両（1507）[103]
- 1700形 ：2両（1701・1702）[103]
- 1800形 ：3両（1801 - 1803）[103]
- 3000形 ：3両（3001 - 3003）[103]
- 5000形 ：3両（5001 - 5003）[103]
- 6000形 ：2両（6001・6002）[104]

鉄軌道事業者としては珍しく営業用車両に鉄道無線を装備していない。緊急連絡用の携帯端末を各車両に装備している。

### 過去の車両
- 1形：1 - 10[105]
- 11形：11 - 12[105]
- 13形：13 - 19[105]
- 20形：20 - 39[106]
- 40形：40 - 61[106]
- 62形：62 - 63[107]
- 120形：121 - 130（元大阪市電）[107]
- 80形：81 - 85（元京都市電広軌1形）[107]
- 130形：131 - 134（元阪急北野線）[108][109]
- 散水車：101[110]
- 運搬車：102 - 103[111]
- 運搬車：101（3代目）[111]
- 110形（元西鉄大牟田市内線）：111 - 120[109]
- 有明形（各二代目、元西鉄福岡市内線）：1・62・121・134[112]
- 150形（元箱根登山鉄道小田原市内線モハ20形） ：151 - 155[113][114]
- 170形（元西鉄福岡市内線100形）：171 - 177[113]
- 700形（元都電2000形）：1両（701）[86]
- 800形（元都電3000形）：801・802[115]
- 87形（初代・元西鉄福岡市内線花電車等）：87・88[111]
- 1050形（元仙台市電モハ100形）：1両（1051）[86]
- 2000形（1980年製の軽快電車）：2001・2002[116]

長崎西洋館の「長崎路面電車資料館」に、運転台部分のモックアップや部品等が展示されている。また、長崎市東古川町に廃車車両（800形など）の部品を利用した飲食店があったが、2017年12月をもって閉店している。

### 旅客車両数の変遷（1982年度以降）
| 年度       | 150形 | 160形 | 201形 | 202形 | 211形 | 300形 | 360形 | 370形 | 500形 | 600形 | 700形 | 800形  | 1050形 | 1200形 | 1300形 | 2000形 | 1500形 | 1700形 | 1800形 | 3000形 | 5000形 | 合計（冷房車） |
| ---------- | ----- | ----- | ----- | ----- | ----- | ----- | ----- | ----- | ----- | ----- | ----- | ------ | ------ | ------ | ------ | ------ | ------ | ------ | ------ | ------ | ------ | -------------- |
| 1982       | 5     | 1     | 5     | 5     | 6     | 10    | 7     | 7     | 6     | 2     | 6     | 2      | 5      |        |        | 2      |        |        |        |        |        | 69(3)          |
| 1983       | 4     | 1     | 5     | 5     | 6     | 10    | 7     | 7     | 6     | 2     | 6     |        | 5      | 5      | 71(8)  | 2      |        |        |        |        |        |                |
| 1984       | 4     | 1     | 5     | 5     | 6     | 10    | 7     | 7     | 6     | 2     | 6     | 71(20) | 5      | 5      |        | 2      |        |        |        |        |        |                |
| 1985       | 4     | 1     | 5     | 5     | 6     | 10    | 7     | 7     | 6     | 2     | 6     | 71(35) | 5      | 5      |        | 2      |        |        |        |        |        |                |
| 1986       | 2     | 1     | 5     | 5     | 6     | 10    | 7     | 7     | 6     | 2     | 6     | 69(43) | 5      | 5      |        | 2      |        |        |        |        |        |                |
| 1987       | 2     | 1     | 5     | 5     | 6     | 10    | 7     | 7     | 6     | 2     | 6     | 69(44) | 5      | 5      |        | 2      |        |        |        |        |        |                |
| 1988       | 1     | 1     | 5     | 5     | 6     | 10    | 7     | 7     | 6     | 1     | 6     | 2      | 5      | 5      | 69(51) | 2      |        |        |        |        |        |                |
| 1989       | 1     | 1     | 5     | 5     | 6     | 10    | 7     | 7     | 6     | 1     | 6     | 4      | 5      | 5      | 71(57) | 2      |        |        |        |        |        |                |
| 1990       | 1     | 1     | 5     | 5     | 6     | 10    | 7     | 7     | 6     | 1     | 6     | 5      | 5      | 5      | 72(58) | 2      |        |        |        |        |        |                |
| 1991- 1993 | 1     | 1     | 5     | 5     | 6     | 10    | 7     | 7     | 6     | 1     | 6     | 5      | 3      | 5      | 70(58) | 2      |        |        |        |        |        |                |
| 1994       | 1     | 1     | 5     | 5     | 6     | 10    | 7     | 7     | 6     | 1     | 5     | 5      | 2      | 5      | 2      | 2      | 70(60) |        |        |        |        |                |
| 1995       | 1     | 1     | 5     | 5     | 6     | 10    | 7     | 7     | 6     | 1     | 4     | 5      | 2      | 5      | 3      | 2      | 70(61) |        |        |        |        |                |
| 1996       | 1     | 1     | 5     | 5     | 6     | 10    | 7     | 7     | 6     | 1     | 3     | 5      | 2      | 5      | 5      | 2      | 71(63) |        |        |        |        |                |
| 1997       | 1     | 1     | 5     | 5     | 6     | 10    | 7     | 7     | 6     | 1     | 3     | 5      | 2      | 5      | 6      | 2      | 72(64) |        |        |        |        |                |
| 1998       | 1     | 1     | 5     | 5     | 6     | 10    | 7     | 7     | 6     | 1     | 3     | 5      | 2      | 5      | 7      | 2      | 73(65) |        |        |        |        |                |
| 1999       | 1     | 1     | 5     | 5     | 6     | 10    | 7     | 7     | 6     | 1     | 1     | 5      | 2      | 5      | 7      | 2      | 2      | 73(67) |        |        |        |                |
| 2000       | 1     | 1     | 5     | 5     | 6     | 10    | 7     | 7     | 6     | 1     | 1     | 5      | 2      | 5      | 7      | 2      | 2      | 73(67) |        |        |        |                |
| 2001       | 1     | 1     | 5     | 5     | 6     | 10    | 7     | 7     | 6     | 1     | 1     | 5      | 1      | 5      | 7      | 2      | 2      | 2      | 74(69) |        |        |                |
| 2002       | 1     | 1     | 5     | 5     | 6     | 10    | 7     | 7     | 6     | 1     | 1     | 5      | 1      | 5      | 7      | 2      | 2      | 3      | 75(70) |        |        |                |
| 2003       | 1     | 1     | 5     | 5     | 6     | 10    | 7     | 7     | 6     | 1     | 1     | 5      | 1      | 5      | 7      | 2      | 2      | 3      | 75(70) |        |        |                |
| 2004       | 1     | 1     | 5     | 5     | 6     | 10    | 7     | 7     | 6     | 1     | 1     | 5      | 1      | 5      | 7      | 2      | 2      | 3      | 1      | 76(71) |        |                |
| 2005       | 1     | 1     | 5     | 5     | 6     | 10    | 7     | 7     | 6     | 1     | 1     | 5      | 1      | 5      | 7      | 2      | 2      | 3      | 2      | 77(72) |        |                |
| 2006- 2009 | 1     | 1     | 5     | 5     | 6     | 10    | 7     | 7     | 6     | 1     | 1     | 5      | 1      | 5      | 7      | 2      | 2      | 3      | 3      | 78(73) |        |                |
| 2010       | 1     | 1     | 5     | 5     | 6     | 10    | 7     | 7     | 6     | 1     | 1     | 5      | 1      | 5      | 7      | 1      | 2      | 3      | 3      | 77(72) |        |                |
| 2011       | 1     | 1     | 5     | 5     | 6     | 10    | 7     | 7     | 6     | 1     | 1     | 5      | 1      | 5      | 7      | 1      | 2      | 3      | 3      | 1      | 78(73) |                |
| 2012       | 1     | 1     | 5     | 5     | 6     | 10    | 7     | 7     | 6     | 1     | 1     | 5      | 1      | 5      | 7      | 1      | 2      | 3      | 3      | 2      | 79(74) |                |
| 2013       | 1     | 1     | 5     | 5     | 6     | 10    | 7     | 7     | 6     | 1     | 1     | 5      | 1      | 5      | 7      | 1      | 2      | 3      | 3      | 2      | 79(74) |                |
| 2014       | 1     | 1     | 4     | 4     | 6     | 10    | 7     | 7     | 5     | 1     | 1     | 5      | 1      | 5      | 7      |        | 2      | 3      | 3      | 2      | 75(70) |                |
| 2015- 2018 | 1     | 1     | 4     | 3     | 6     | 10    | 7     | 7     | 5     | 1     | 1     | 5      | 1      | 5      | 7      | 74(69) | 2      | 3      | 3      | 2      |        |                |
| 2019       | 0     | 1     | 4     | 4     | 6     | 10    | 7     | 6     | 5     | 1     | 1     | 5      | 1      | 5      | 7      | 3      | 2      | 3      | 3      | 73(69) |        |                |

- 事業用車を除く
- 82・83年は1月1日現在、84年以降は4月1日現在
- 『私鉄車両編成表』各年版（ジェー・アール・アール編）、長崎電気軌道『会社概要』各年版より作成。

## 車両製作部
かつては電車の製作をおこない、他の軌道会社にも納入していた。
自社用に1916年から1924年まで53両 (11-63) が製造された。他の軌道会社には1917年に富山電気軌道13・14（竣工図では丹羽電気製作所）、四国水力電気13-16、土佐電気鉄道48-52（竣工図では丹羽電気製作所）、1923年筑後軌道45-47を製作している。他に九州電灯鉄道6両、九州水力電気17両（西鉄福岡市内線）の改造工事をしている。

## 日本初・日本一
- 日本初の車体全面広告（カラー電車。1964年）[122]
- 日本初の商業ビル内を走る路面電車（原爆資料館 - 平和公園間の長崎西洋館）[32]
- 現役営業車両としては日本最古かつ唯一の木造ボギー電車（160形168号 明治44年製）[112]

## 公式キャラクター「ながにゃん」

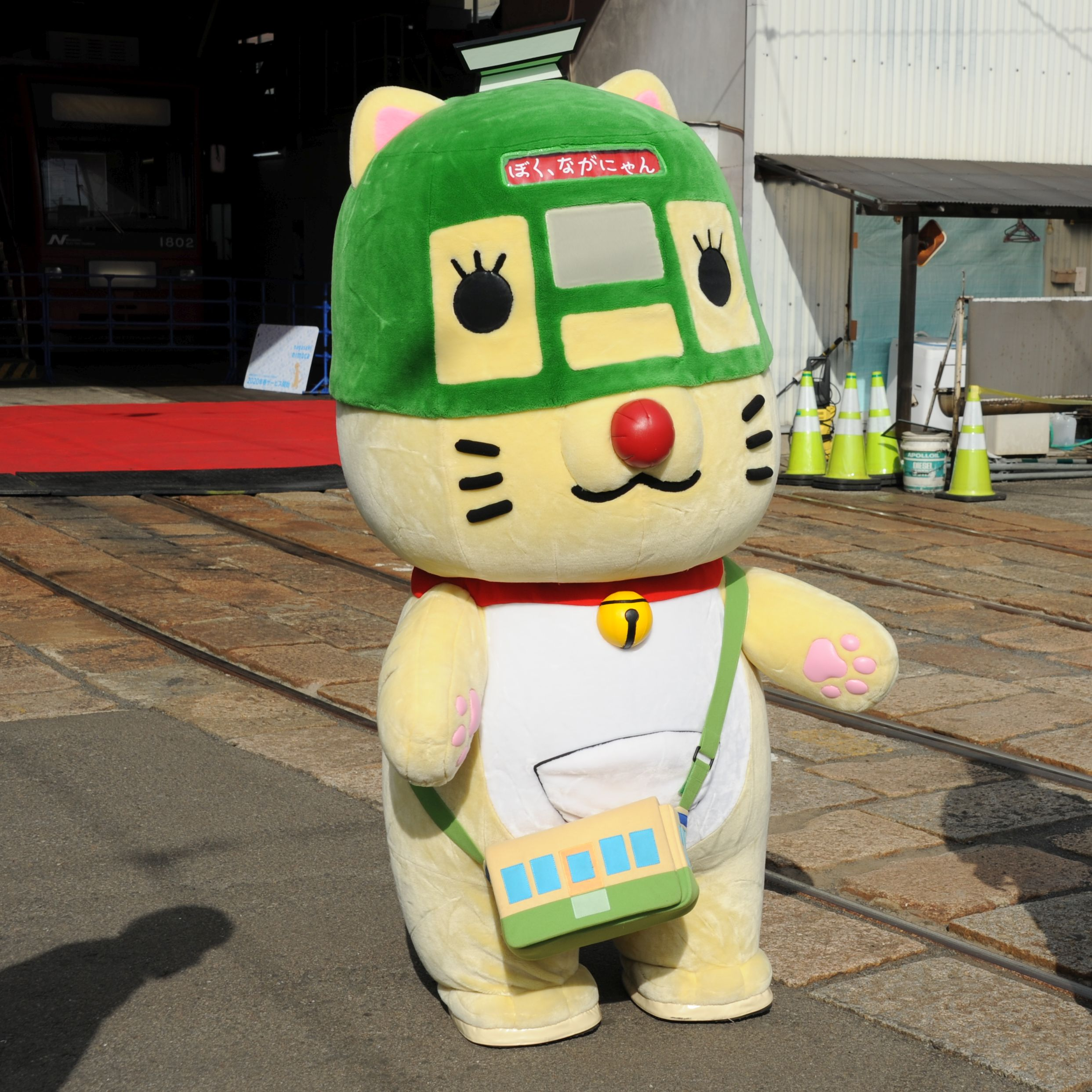
ながにゃんの着ぐるみ

2015年（平成27年）に創業100周年記念で作られた公式キャラクターで、長崎の尾曲がり猫をモチーフとした猫の姿であるが、設定上は性別不明の妖精である。頭には電車を模したマスクを被り、肩からは路面電車グッズとカステラの入った電車形のバッグを提げ、お腹には出島形のポケットがついている。性格はいたずら好きでやんちゃだが、頭のマスクには思ったことが表示されてしまう方向幕がついていることから、嘘をつくのは苦手ということになっている。なお、同年8月に初めて披露された花電車87号（2代目）の塗装は、本キャラクターがモチーフとなっている。

## カラー電車（車体広告）
1964年（昭和39年）、車体全体に商業広告を施した全面広告車（カラー電車）を日本の路面電車として初めて実施した。発案者によると、西日本鉄道の大牟田線・福岡市内線等を走行していたキャッチフレーズ入り電車が着想のヒントになったという。最初のスポンサーはカネボウ化粧品で、同年9月より3両が運行を開始した。現在でも、地元企業から全国的に有名な企業のものまで数多くの企業がスポンサーをつとめている。契約は一か月単位で、それとは別に最低契約期間が車種によって定められている。
2004年度から2008年度までは、長崎電気軌道が主催となり「長崎の街に似合うカラー電車コンテスト」が行われていた。カラー電車のデザイン性向上と企業・利用者への認知度上昇を目的として、人気投票と社内審査で、「カラー電車大賞」、「デザイン賞」などを選定した。
なお、長崎の景観に配慮して、全在籍車両の40%を超えないように調整されている。

## バス事業

浦上教会と長崎電軌バス（1966年頃）

1953年（昭和28年）から1971年（昭和46年）までの18年間、電鉄バスや長崎電軌バスの名称でバス事業を行っていた。
長崎電気軌道は1932年1月に長崎 - 諫早間の乗合自動車運輸営業願書を、翌年には長崎市内の同願書を提出したが、長崎県営バス（長崎県交通局）が1934年3月に開業したことから、諫早線の願書を取り下げた。1936年4月には長崎バス（長崎自動車）も開業したが、それでも1950年頃まで長崎市内唯一の交通機関は路面電車であった。
しかし、戦後の経済復興によりライバル会社による市内のバス運行が急激に拡充されていったことから、軌道事業防御の目的で再び乗合バスの免許を申請。1953年4月1日より蛍茶屋 - 住吉間の電車路線と並行する形で市内線バスの営業を開始した。都市計画による道路新設拡幅にともない路線は延長され、1955年3月1日からは一般貸切バスを、1963年9月16日からは定期観光バスも営業を開始した。しかし、バス事業参入時点で競合他社に有望な路線を押さえられていたことから輸送量は伸び悩み、バス事業の赤字を軌道事業の黒字で補填する状態であった。さらに、モータリゼーションの進展や人件費等の高騰により、バス事業のみならず本業の軌道事業の経営も悪化した。長崎電気軌道の経営陣は、今後、運賃値上げや合理化等の経営努力をもってしてもバス事業の経営好転は望めないと判断。1971年3月1日にバス事業を長崎バスに完全譲渡し、軌道事業に一本化した。
このような状況に陥ったバス事業兼営の路面電車事業者は路面電車を廃止してバスに一本化したケースが多く、バスを廃止して路面電車に一本化したケースは全国でも珍しいが、これはバス路線が長崎バスや県営バスと競合する区間が多かったことなどがあげられる。
石原裕次郎主演の映画『若い人』では、この会社のバスが登場している。

### 路線
バス事業末期の路線。番号と運行系統。
- 3…大橋 - 西城山小入口 - 中央橋
- 4…大橋 - 県営住宅前 - 中央橋
- 5…大橋 - 若草町 - 中央橋
- 16…大橋 - 大学病院前 - 中央橋
- 39…昭和町 - 市役所前 - 中央橋
- 25…西町 - 桜町 - 蛍茶屋
- 105…西町 - 大波止 - 中央橋
- 106…葉山 - 大波止 - 中央橋
- 42…西町 - 市役所前 - 中央橋
- 48…葉山 - 市役所前 - 中央橋
- 31…蛍茶屋 - 市役所前 - 西町
- 87…中央橋 - 市役所前 - 寺川内
- 86…中央橋 - 滑石団地内 - 寺川内
- 34…江平中学校前 - 大学病院前 - 長崎駅前
- 97…江平中学校前 - 大学病院前 - 正覚寺下
- 98…江平中学校前 - 大学病院前 - 中央橋